# Кијев До
Кијев До је насељено мјесто у Босни и Херцеговини у општини Равно које административно припада Федерацији Босне и Херцеговине. Према попису становништва из 1991. у насељу је живјело 38 становника.

## Назив
Назив Кијев води поријекло од прасловенске ријечи „ки“, која означава различите појмове укључујући пањ и дрвени маљ..

## Становништво
| Националност       | 1991. | 1981. | 1971. | 1961. |
| Срби               | 15    | 37    | 81    | 110   |
| Хрвати             | 23    | 65    | 94    | 95    |
| остали и непознато |       | 1     |       | 2     |
| Укупно             | 38    | 103   | 175   | 207   |

| Демографија | Демографија | Демографија |
| Година      | Становника  | Становника  |
| ----------- | ----------- | ----------- |
| 1961.       | 207         |             |
| 1971.       | 175         |             |
| 1981.       | 103         |             |
| 1991.       | 38          |             |